# Église Sant'Egidio (Florence)
Ne doit pas être confondu avec Église Sant'Egidio ou Église Sant'Egidio a Borgo.
L’église Sant'Egidio (en français : Saint-Égide ou Saint-Gilles ) est un lieu de culte catholique inséré dans le portique de l'hôpital Santa Maria Nuova du centre historique de Florence.

## Vues

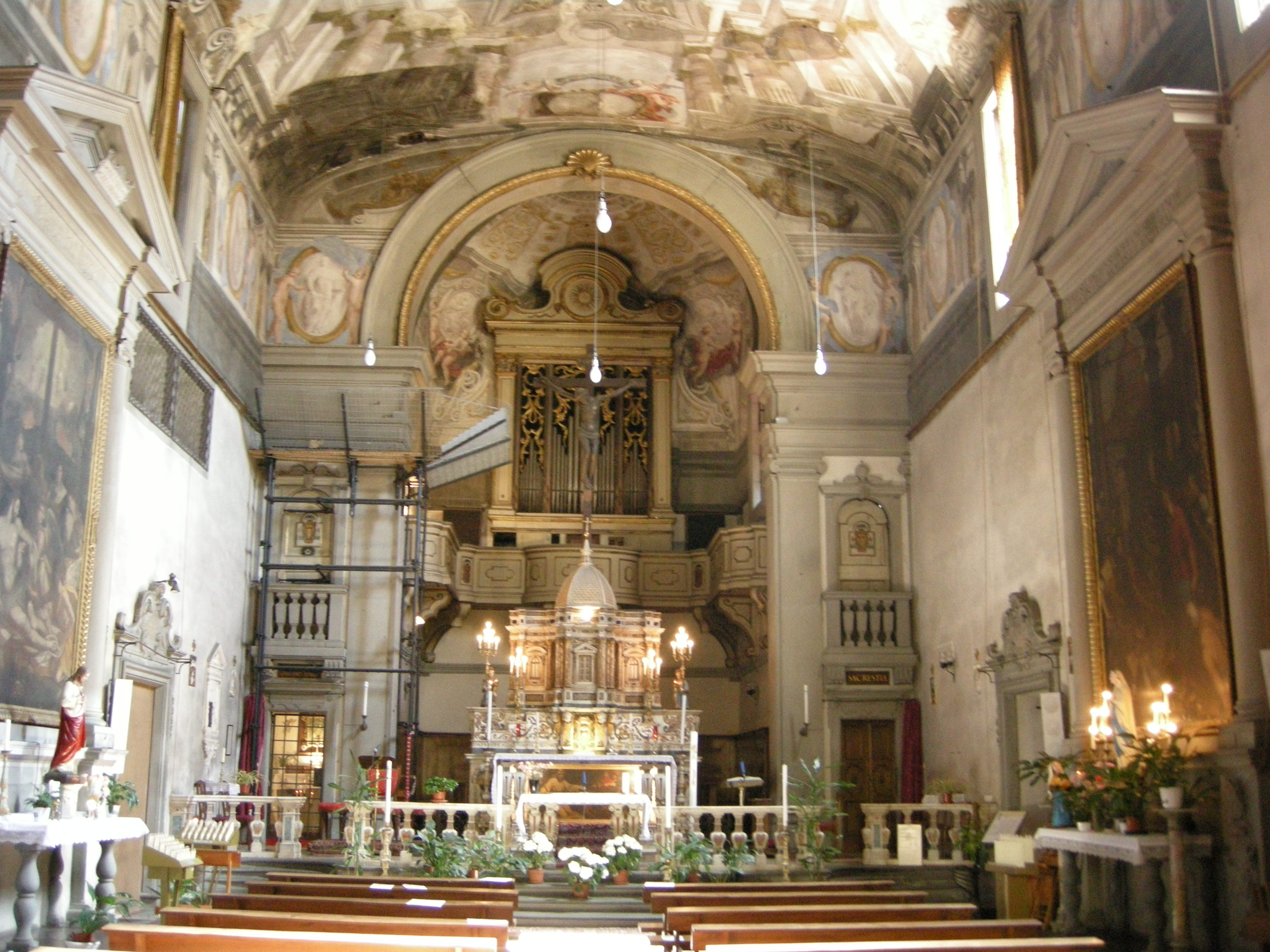
Vue intérieure.
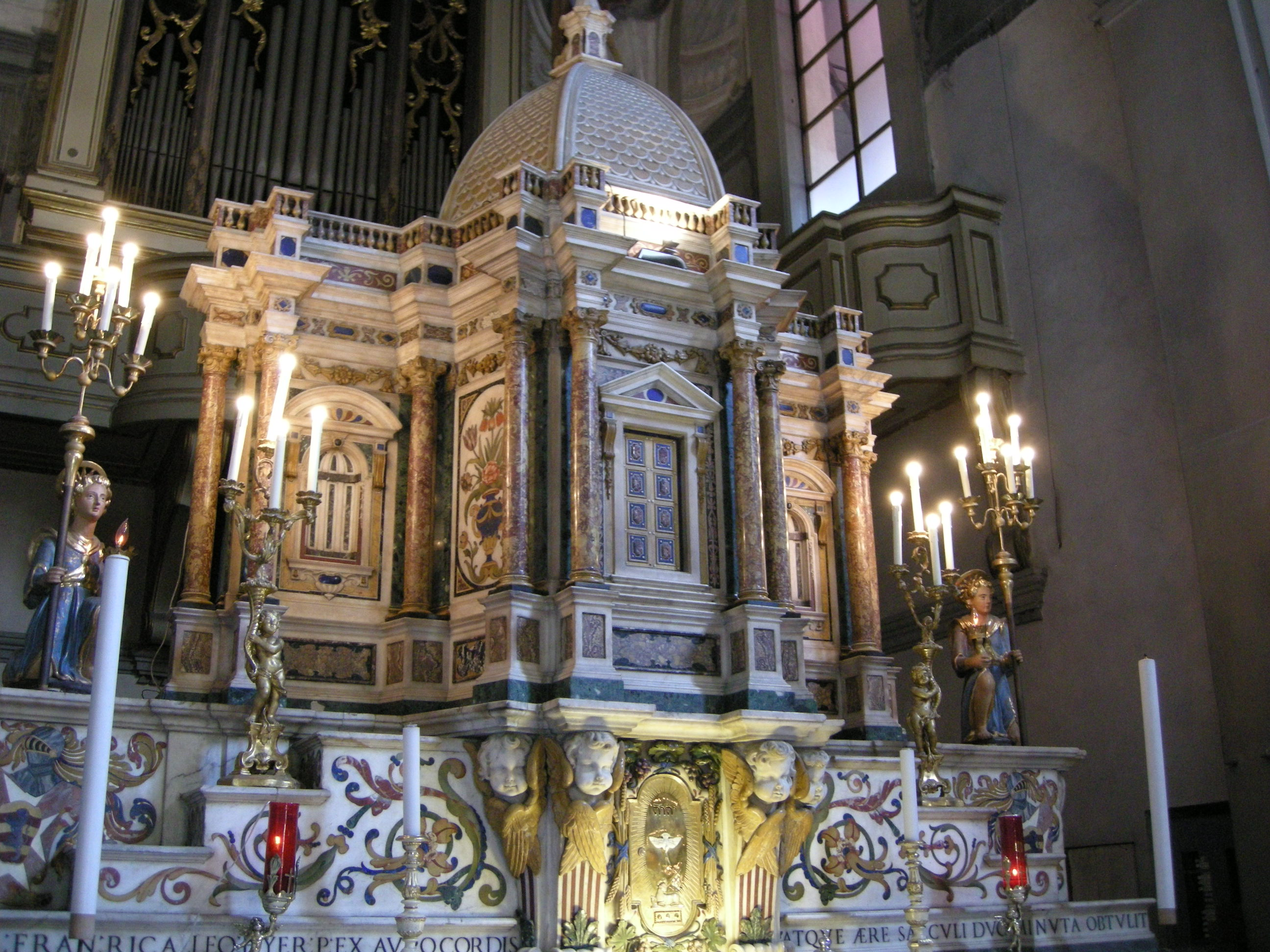
L’autel.

## Architecture intérieure
À remarquer : la scaletta de Bernardo Buontalenti, montant vers l'autel, l'escalier latéral  en forme d'aile de chauve-souris.

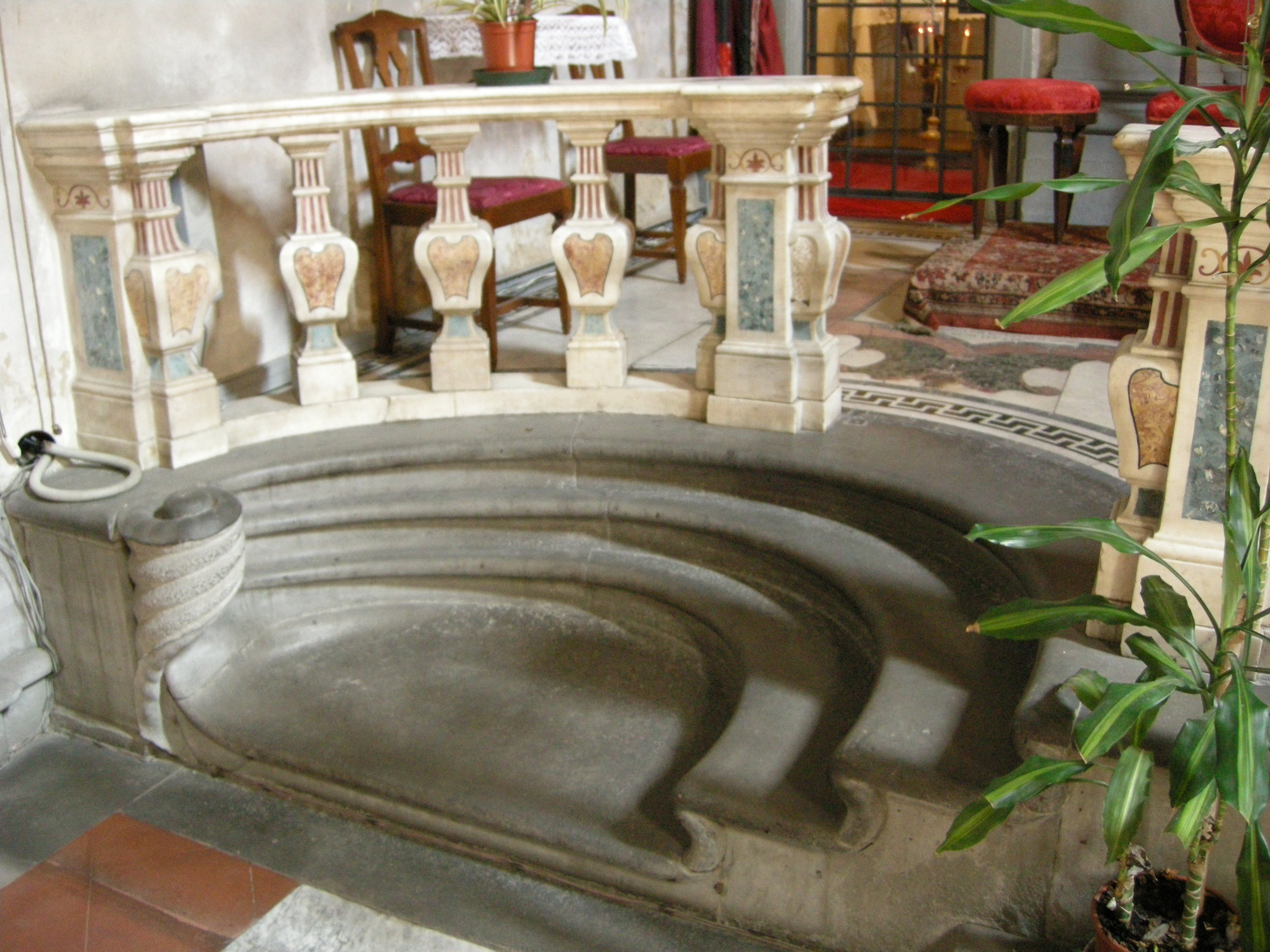
La scaletta de Buontalenti.

## Œuvres anciennement dans l'église
- Fra Angelico, Couronnement de la Vierge, actuellement à la Galerie des Offices
- Lorenzo Monaco, Adoration des mages, actuellement à la Galerie des Offices
- Hugo van der Goes, Triptyque Portinari, actuellement à la Galerie des Offices
- Hans Memling, Triptyque de Benedetto Portinari, actuellement à la Galerie des Offices et à la pinacothèque de Berlin
- Les sinopie de Domenico Veneziano, Andrea del Castagno, Alesso Baldovinetti et Piero della Francesca du Cinquecento déplacées de ce lieu d'origine au Cenacolo di Sant'Apollonia.
- Andrea Del Castagno, y poursuivit le travail interrompu en 1445 par Domenico Veneziano (mort en 1461) et Piero della Francesca, qui se composait d'un cycle sur la Vie de la Vierge hélas entièrement perdu[1].

## Sources
- (it) Cet article est partiellement ou en totalité issu de l’article de Wikipédia en italien intitulé « Chiesa di Sant'Egidio (Firenze) » (voir la liste des auteurs).